# Eurygastropsis castanea
Eurygastropsis castanea är en tvåvingeart som först beskrevs av Hardy 1938.  Eurygastropsis castanea ingår i släktet Eurygastropsis och familjen parasitflugor. Inga underarter finns listade i Catalogue of Life.